# باکو
باکو (ترکی آذربایجانی: Bakı) پایتخت جمهوری آذربایجان، شرقی‌ترین پایتخت قاره اروپا بزرگ‌ترین شهر و بندر آذربایجان است. شهر بر کرانه دریای خزر در شبه‌جزیره آب‌شوران قرار دارد و از مناطق نفت‌خیز جهان می‌باشد. باکو پر جمعیّت‌ترین شهر قفقاز است. باکو تا ۱۸۱۳ میلادی شهر تولیدکننده نفت ایران بوده است.
باکو اولین مکانی است که بشر در آنجا نفت را استخراج کرده است و به گفته مارکوپولو در ۱۲۷۳ میلادی نفت آن برای سوزاندن و برای درمان (پماد روغن سیاه) همه روزه توسط صدها کشتی و شتر صادر شده است.
اولین چاه نفت جهان در ۱۵۹۳ میلادی در بالاخانه باکو به عمق ۳۵ متر به‌طور دستی کنده شد. این رویداد در دوران صفویه که باکو جزو ایران بود، رخ داده است.
بخش قدیمی شهر ایچری شَهَر (به ترکی آذربایجانی: İçəri Şəhər)، همراه با برج و حصار از سده‌های میانه بجا مانده و ثبت شده در یونسکو به عنوان میراث فرهنگ جهانی است.
جمعیتش در ابتدای سال ۲۰۱۲ میلادی ۳٬۲۰۲٬۳۰۰ نفر برآورد شده است. در ابتدای سال ۲۰۰۳ بیش از ۱۵۳ هزار نفر از آوارگان جنگ قره باغ و ۹۴ هزار پناهنده خارجی در این شهر وجود داشته‌اند.
در سال ۲۰۰۷ سازمان همکاری اسلامی، باکو را به عنوان پایتخت فرهنگ اسلامی برای سال ۲۰۰۹ اعلام کرد. در سال ۲۰۰۰ بخش قدیمی باکو ایچری شَهَر در کنار سرای شروانشاهان (به ترکی آذربایجانی، شیروانشاهلار سارایی) و قلعه دختر به عنوان میراث جهانی یونسکو به ثبت رسید.
باکو دارای ۱۱ منطقه شامل خزر، بینه‌قدی، قره‌داغ، نریمانوف، نسیمی، نظامی، سابایل، صابونچی، ختایی، سوراخانی و یاسامال و ۴۸ شهر است. شهرهای بناشده در جزایر موجود در خلیج باکو و شهر صخره‌های نفتی یا نفت داشلاری و در دریای خزر قرار دارند جزئی از این ۴۸ شهر می‌باشند.

## ریشه‌شناسی
بیشتر صاحب نظران بر این باورند که نام باکو ریشه‌ای ایرانی دارد، برخی نیز ریشه این نام را ناشناخته می‌دانند. ریشه‌شناسی رایج در قرن نوزدهم این نام را برگرفته از واژه فارسی «بادکوبه» (Bâd-kube) می‌داند که به معنای شهر «بادزده» است، ترکیب باد و کوبه ریشه در فعل کوبیدن دارد، که صاحب نظران معتقدند این تفسیر از نام با ویژگی‌های اقلیمی و طوفان‌های باکو هماهنگ است.
اهالی از لفظ باکی استفاده می‌کنند که پس از رسمی شدن زبان ترکی آذری رسمیت یافته است.

## تاریخچه

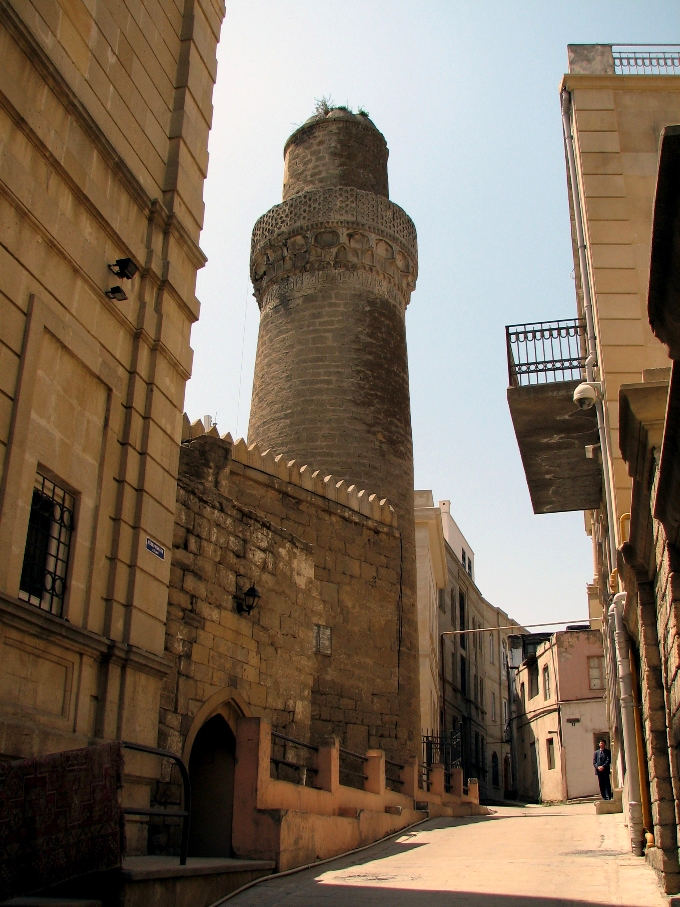
شهر قدیمی باکو همره با سرای شروانشاهان

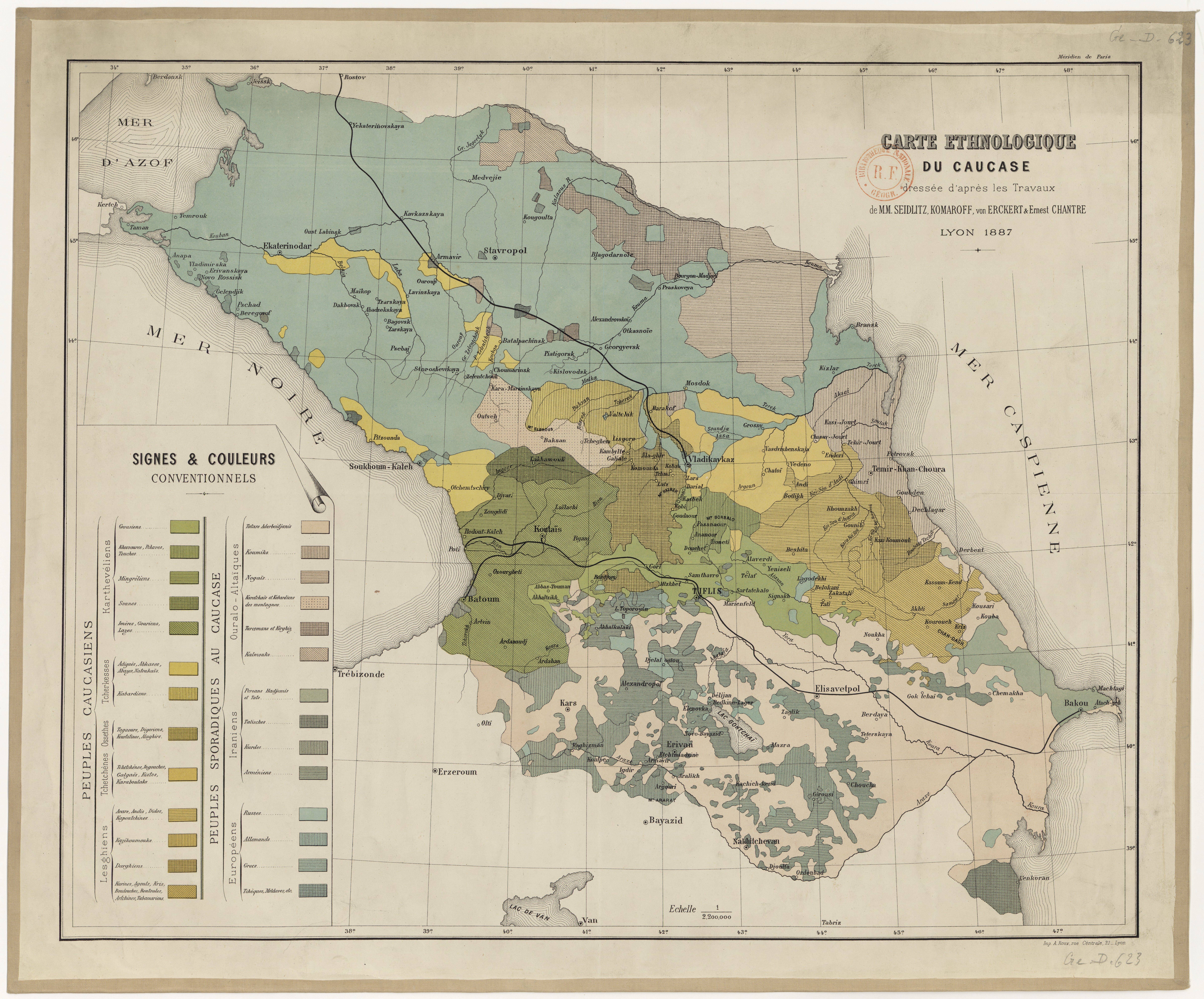
مردم باکو تا سال ۱۸۸۷ تات بودند

نخستین شواهد مستند مرتبط با باکو به قرن ششم میلادی برمی‌گردد و از آنجا که از آن زمان اغلب بخشی از شاهنشاهی‌های ایرانی بوده است، پیوند تاریخی با آن‌ها دارد. باکو در قرن هشتم میلادی قلمرو شیروانشاهان بود. این شهر بارها مورد حمله خزرها و (از قرن دهم) از روس قرار گرفت. شروانشاه اخستان یکم نیروی دریایی در باکو ساخت و یورش روس‌ها را در سال ۱۱۷۰ با موفقیت دفع کرد. پس از زلزله ویرانگری که شماخی، پایتخت شروان را لرزاند، دربار شروانشاه در سال ۱۱۹۱ به باکو نقل مکان کرد.
در زمان ساسانیان حضور و نفوذ عنصر ایرانی در کرانه‌های اران از تالش و باکو تا دربند بسیار قوی و چشمگیر بود.
در دورهٔ شروانشاهان، باکو بخشی از شروان بود. شروان مانند بقیهٔ اران بخشی از سرزمین آذربایجان نبود. آذربایجان به منطقهٔ جنوب رود ارس گفته می‌شد. باکو پایتخت شروانشاهان در سده‌های ۱۴ و ۱۵ میلادی بود و بعد بخشی از ایران صفوی شد.
حکومت عثمانی در قرن ۱۶ میلادی طی دوره‌ای کوتاه به قسمت اعظم قفقاز از جمله باکو حاکم بود. نادرشاه سر دودمان افشاریان توانست این قسمت از اران، گرجستان و منطقهٔ ارمنستان فعلی را دوباره به ایران بازگرداند. در جنگ‌های ایران و روس در زمان فتحعلی‌شاه قاجار این ناحیه بر اساس عهدنامه گلستان و ترکمانچای از ایران جدا و به دست روس‌ها افتاد. هنگامی که باکو در جنگ ایران و روسیه در سال‌های ۱۳–۱۸۰۴ میلادی توسط قوای روس اشغال شد، تقریباً کل جمعیت حدود ۸۰۰۰ نفری این شهر را تات‌ها تشکیل می‌دادند. باکو در اواخر قرن نوزدهم و دههٔ اول قرن بیستم از بزرگ‌ترین مناطق تولید نفت جهان بود.

## اشارات قدیمی
باکو یا باکی، کرسی آران بر ساحل غربی دریای خزر قرار دارد. باکوی بزرگ مشتمل بر شبه‌جزیره آب‌شوران است، و دارای بندرگاهی بزرگ و چندین نهاد فرهنگی است. نامش در مآخذ اسلامی به صورت باکویه، با کوه نیز ضبط شده است.

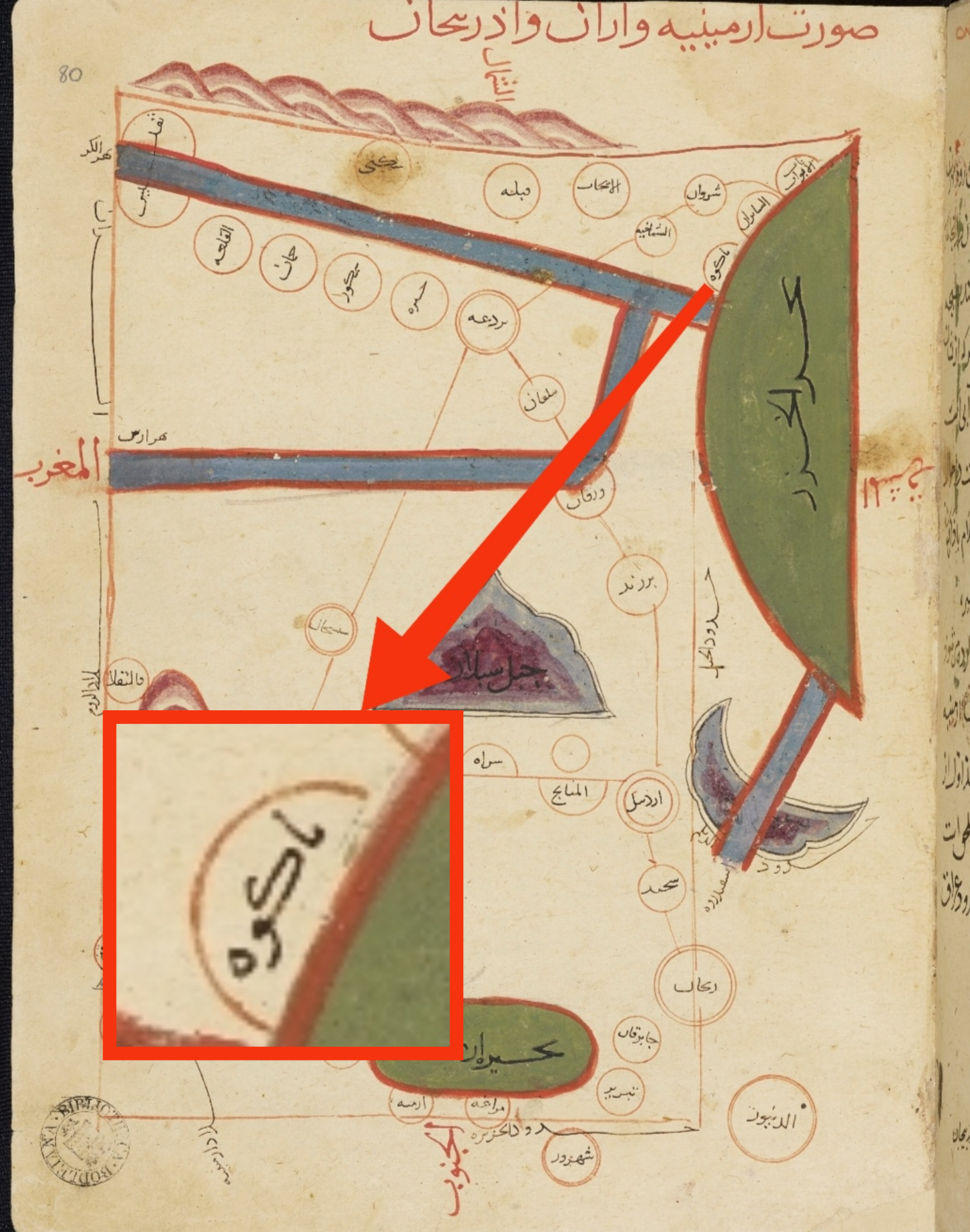
نام باکوه در تصویری از نسخه خطی صورالبلدان اصطخری (کتابت به تاریخ 1274 میلادی)منبع

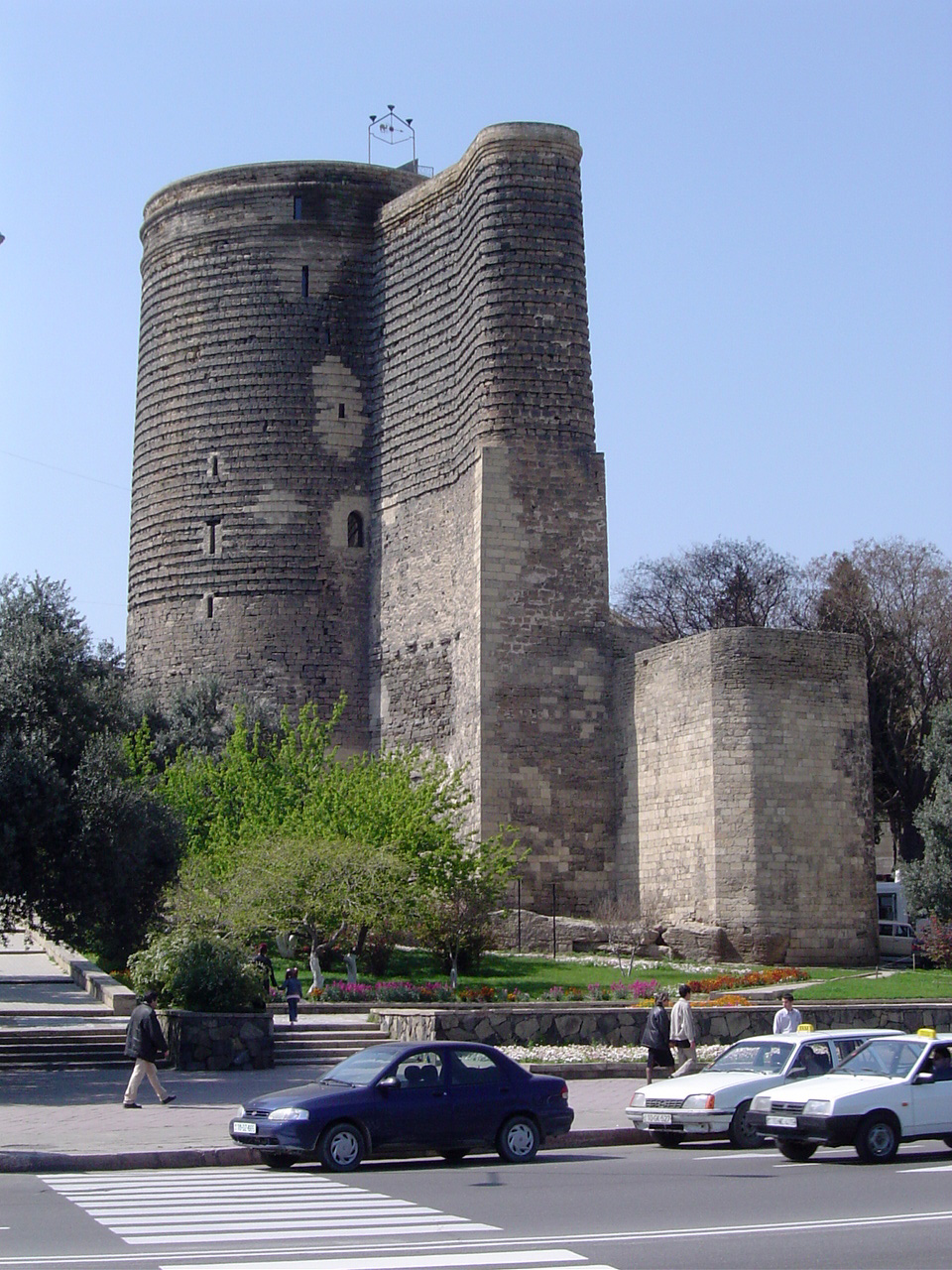
قلعه دختر، از آثار ایرانی باکو از دورهٔ ساسانیان.

اول بار در سدهٔ پنجم میلادی ذکر این شهر رفته است. مردم آن مانند بقیه مردم ایران آن روز زرتشتی بودند و برای آتش احترام قائل بودند.
شعله‌های دائمی باکو که منبع آن‌ها گازهایی بوده که از چاه‌ها بیرون می‌آمده است بر سنت نیایش به آتش در منطقه تأثیر داشته و و شهر دارای آرامگاه‌های زردشتی بوده است. از جنبه‌های سیاسی مدتها تابع شروانشاهان بود، و پس از انقراض این دودمان (۹۵۷ هـ. ق) به تصرف صفویه درآمد. بعداً مدت کوتاهی تحت استیلای ترکان عثمانی بود (۱۵۸۳_۱۶۰۶ م)؛ دیگر بار به دست ایران افتاد و سرانجام در ۱۸۰۶ به تصرف امپراتوری روسیه درآمد؛ معاهده گلستان (۱۸۱۳) رسماً آن را به روسیه واگذاشت. صنایع نفت آن در اواخر قرن ۱۹ میلادی آغاز شد و باعث توسعه سریع آن شهر گردید. (مصاحب)
کتب و منابع قدیمی اسلامی به‌طور چکیده باکو را اینگونه توصیف کرده‌اند (به نقل از لغت‌نامهٔ دهخدا):
باکو شهری است به عجم به شمال ایران در شبه‌جزیره آب‌شوران.
این شهر را خسرو انوشیروان بنا کرد و دارای آتشکده معتبری بود و معادن نفت آنجا مشهور است. بزرگ‌ترین معدن نفت ایران‌زمین در باکویه واقع است و در آن آتش همیشه فروزان بوده است. مردمش اگرچه ترک‌زبانند اما لغت مخصوص نیز دارند، حاصلش زعفران و نفت سیاه.
اصطخری به نفت آن اشاره کرده و یاقوت و دیگران دربارهٔ این نفت سخن بسیار گفته‌اند. یاقوت گوید در آنجا چشمهٔ نفت بزرگی است که قیمت محصول روزانهٔ آن به هزار درهم می‌رسد و در کنار آن چشمه، چشمهٔ دیگری است که نفت سفید از آن بیرون می‌آید و شب و روز قطع نمی‌شود و در آنجا زمینی است که همیشه آتش از ان برمی‌خیزد.
باکو در پیرامون جزیره الله‌اکبر واقع است. آبش قلیل و خوشگوار و هوایش به گرمی مایل و زمینش ریگزار است. از بناهای انوشیروان و حصارش از شاهان شروان است. این محل در نزد زرتشتیان از زمان‌های بسیار قدیم سرزمینی مقدس شناخته شده است و امروز نیز (زمان تألیف قاموس‌الاعلام ترکی) جمعی از زرتشتیان در آن جا سکونت دارند. کاخی بزرگ از آثار زمان شاه عباس صفوی در آن‌جا هست.
اطراف باکو دریاچه‌های نمکین زیاد دارد و بیست و پنج پارچه دیه در ناحیه باکو می‌باشد. از ابنیه قدیمه که در آنجا ملاحظه می‌شود برجی است بسیار مرتفع که موسوم به برج دختر. در ۱۷۳۵ م. /۱۱۴۸ ه'. ق. دولت ایران آن را از تصرف روس خارج و مسترد نمود و در ۱۸۰۵ یکباره باکو به تصرف روس درآمد و آن جا را شهر نظامی و بندرگاه نمودند.
باکو از جمله هفده شهر قفقاز است که بر طبق عهدنامه گلستان و سپس عهدنامه ترکمانچای (۱۲۲۸ ه'. ق) بعد از شکست عباس میرزا نایب السلطنه در جنگ‌های ایران و روسیه، از ایران جدا گردید و به روسیه سپرده شد.
شهری است با حصانت و مستحکم، قلعه قدیمی از بناهای شاهان ترک ایرانیان در این شهر موجود است، بازار مسلمین در قلعه واقع شده است. در زبان مردمان خود آران و در کتابهای روسی و ترکی نام شهر «باکو» است.

## شهرهای خواهرخوانده
| شهر       | کشور            | از سال  |
| --------- | --------------- | ------- |
| داکار     | سنگال           | از ۱۹۶۷ |
| ناپل      | ایتالیا         | از ۱۹۷۲ |
| بصره      | عراق            | از ۱۹۷۲ |
| سارایوو   | بوسنی و هرزگوین | از ۱۹۷۵ |
| هیوستون   | آمریکا          | از ۱۹۷۶ |
| بوردو     | فرانسه          | از ۱۹۷۹ |
| تبریز     | ایران           | از ۱۹۸۰ |
| ماینز     | آلمان           | از ۱۹۸۴ |
| ازمیر     | ترکیه           | از ۱۹۸۵ |
| وونگ تائو | ویتنام          | از ۱۹۸۵ |

## آب و هوا
| داده‌های اقلیم باکو                | داده‌های اقلیم باکو | داده‌های اقلیم باکو | داده‌های اقلیم باکو | داده‌های اقلیم باکو | داده‌های اقلیم باکو | داده‌های اقلیم باکو | داده‌های اقلیم باکو | داده‌های اقلیم باکو | داده‌های اقلیم باکو | داده‌های اقلیم باکو | داده‌های اقلیم باکو | داده‌های اقلیم باکو | داده‌های اقلیم باکو |
| ماه                               | ژانویه             | فوریه              | مارس               | آوریل              | مه                 | ژوئن               | ژوئیه              | اوت                | سپتامبر            | اکتبر              | نوامبر             | دسامبر             | سال                |
| --------------------------------- | ------------------ | ------------------ | ------------------ | ------------------ | ------------------ | ------------------ | ------------------ | ------------------ | ------------------ | ------------------ | ------------------ | ------------------ | ------------------ |
| میانگین بیش‌ترین °C (°F)           | ۶٫۶ (۴۴)           | ۶٫۳ (۴۳)           | ۹٫۸ (۵۰)           | ۱۶٫۴ (۶۲)          | ۲۲٫۱ (۷۲)          | ۲۷٫۳ (۸۱)          | ۳۰٫۶ (۸۷)          | ۲۹٫۷ (۸۵)          | ۲۵٫۶ (۷۸)          | ۱۹٫۶ (۶۷)          | ۱۳٫۵ (۵۶)          | ۹٫۷ (۴۹)           | ۱۸٫۱ (۶۵)          |
| میانگین روزانه °C (°F)            | ۴٫۴ (۴۰)           | ۴٫۲ (۴۰)           | ۷٫۰ (۴۵)           | ۱۲٫۹ (۵۵)          | ۱۸٫۵ (۶۵)          | ۲۳٫۵ (۷۴)          | ۲۶٫۴ (۸۰)          | ۲۶٫۳ (۷۹)          | ۲۲٫۵ (۷۳)          | ۱۶٫۶ (۶۲)          | ۱۱٫۲ (۵۲)          | ۷٫۳ (۴۵)           | ۱۵٫۱ (۵۹)          |
| میانگین کم‌ترین °C (°F)            | ۲٫۱ (۳۶)           | ۲٫۰ (۳۶)           | ۴٫۲ (۴۰)           | ۹٫۴ (۴۹)           | ۱۴٫۹ (۵۹)          | ۱۹٫۷ (۶۷)          | ۲۲٫۲ (۷۲)          | ۲۲٫۹ (۷۳)          | ۱۹٫۴ (۶۷)          | ۱۳٫۶ (۵۶)          | ۸٫۸ (۴۸)           | ۴٫۸ (۴۱)           | ۱۲٫۰ (۵۴)          |
| بارندگی میلی‌متر (اینچ)            | ۲۱ (۰٫۸۳)          | ۲۰ (۰٫۷۹)          | ۲۱ (۰٫۸۳)          | ۱۸ (۰٫۷۱)          | ۱۸ (۰٫۷۱)          | ۸ (۰٫۳۱)           | ۲ (۰٫۰۸)           | ۶ (۰٫۲۴)           | ۱۵ (۰٫۵۹)          | ۲۵ (۰٫۹۸)          | ۳۰ (۱٫۱۸)          | ۲۶ (۱٫۰۲)          | ۲۱۰ (۸٫۲۷)         |
| میانگین روزهای بارندگی (≥ ۰.۱ mm) | ۶                  | ۶                  | ۵                  | ۴                  | ۳                  | ۲                  | ۱                  | ۲                  | ۲                  | ۶                  | ۶                  | ۶                  | ۴۹                 |
| میانگین روزهای برفی (≥ ۱ cm)      | ۴                  | ۳                  | ۰                  | ۰                  | ۰                  | ۰                  | ۰                  | ۰                  | ۰                  | ۰                  | ۰                  | ۳                  | ۱۰                 |
| میانگین روزانه ساعت‌های تابش آفتاب | ۸۹٫۹               | ۸۹٫۰               | ۱۲۴٫۰              | ۱۹۵٫۰              | ۲۵۷٫۳              | ۲۹۴٫۰              | ۳۱۳٫۱              | ۲۸۲٫۱              | ۲۲۲٫۰              | ۱۴۵٫۷              | ۹۳٫۰               | ۱۰۲٫۳              | ۲٬۲۰۷٫۴            |
| [ نیازمند منبع ]                  |                    |                    |                    |                    |                    |                    |                    |                    |                    |                    |                    |                    |                    |

## مشاهیر باکو

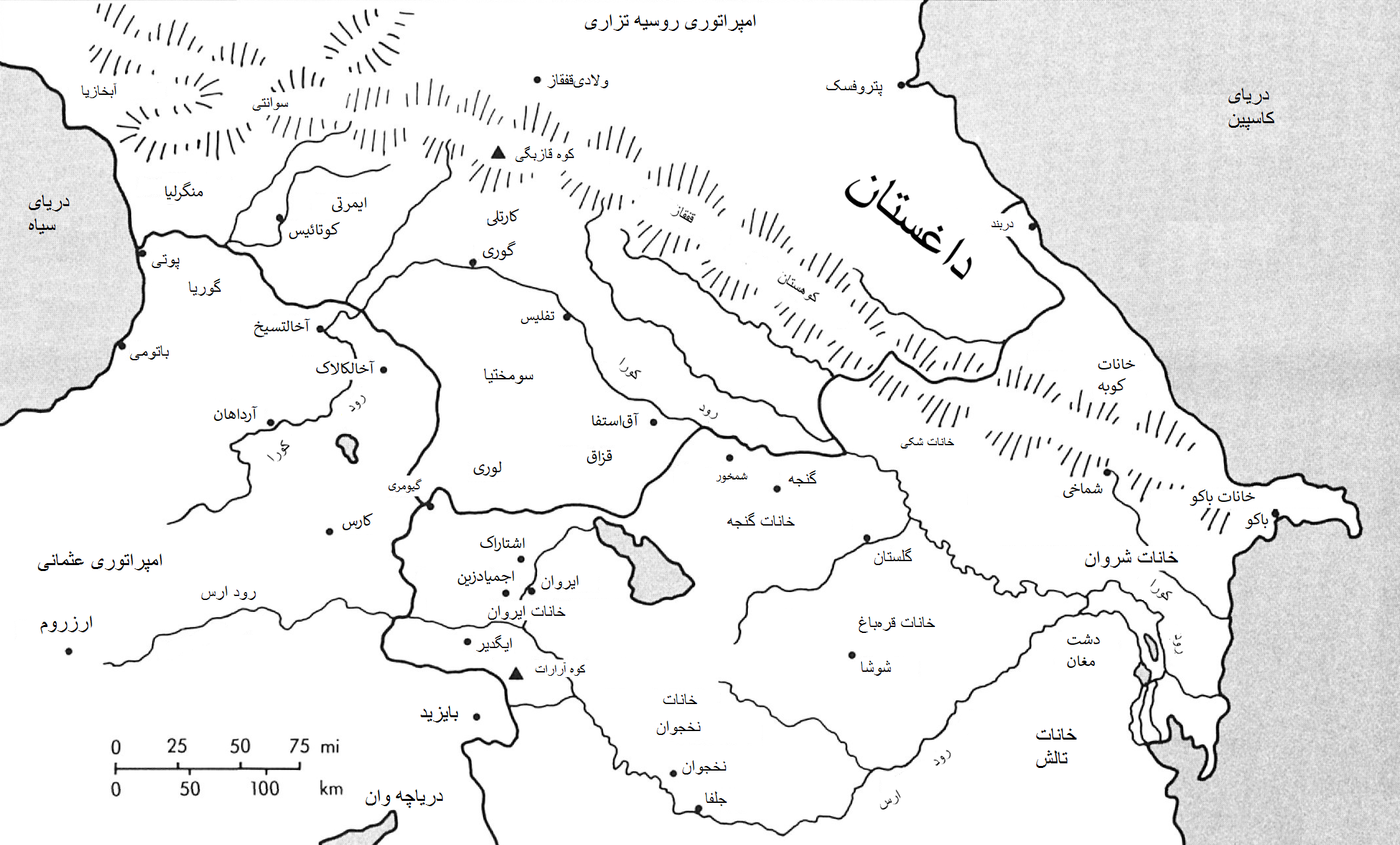
نقشه قفقاز در اوایل قرن نوزدهم میلادی

### شاعران مشهور باکو
- صالح باکویی
- عهدی باکویی
- فانی باکویی
- قدسی باکویی
- مقرب باکویی

### سایر مشاهیر
- تاج‌الملوک آیرملو (ملکه سابق ایران)

## ورزش
بازی‌های اروپایی ۲۰۱۵ (به ترکی آذربایجانی: Bakı 2015 Avropa Oyunları) از ۱۲ ژوئن تا ۲۸ ژوئن سال ۲۰۱۵ در شهر باکو، جمهوری آذربایجان برگزار شد. این دوره، اولین دورهٔ بازی‌های اروپایی بود. آرم این بازی‌ها شامل سیمرغ، انار و فرش آذربایجانی به‌عنوان سه نشان تاریخی و فرهنگی جمهوری آذربایجان است. همچنین جمهوری آذربایجان قصد دارد مشعل این بازی‌ها، نه در کوه المپیای یونان، بلکه در آتشکدهٔ سوراخانیِ باکو روشن شود. رئیس کمیتهٔ ملی المپیک آذربایجان، با توجه به پیشینهٔ تاریخی آتش و دین زرتشتی در این کشور، که آذربایجان را با نام سرزمین آتش معروف کرده است، بر امکان روشن نمودن مشعل این بازی‌ها در این آتشکده تأکید کرد و چهارمین دورهٔ المپیک کشورهای اسلامی در ۱۲مای در شهر باکو برگزار شد و همچنین چندین دوره از مسابقات اتومبیل رانی در شهر باکو برگزار شده است.

## کتاب و ادبیات
مرکز کتاب باکو فعالیت‌های ادبیاتی و کتابی زیادی را ارائه می‌دهد و آنجا به مکانی عالی برای خوره‌های کتاب در پایتخت تبدیل شده است. این مرکز نوعی بهشت برای همه دوستداران کتاب است. با تصمیم کمیته اجرایی CIS، مرکز کتاب باکو "به دلیل کار عالی در زمینه توسعه و توزیع داخلی کتاب و تبادل بین‌المللی کتاب در سال ۲۰۱۸" موفق به دریافت جایزه بین‌المللی و دیپلم افتخار شده است. تنها در یک سال این مرکز به موفقیت‌های بزرگی دست یافته و به یکی از جالب‌ترین و منحصر به فردترین مکان‌های پایتخت آذربایجان تبدیل شده است. مرکز کتاب باکو طیف گسترده‌ای از کتاب‌های ژانرهای مختلف را به زبان‌های آذربایجانی، روسی، ترکی، انگلیسی، چینی، فرانسوی، آلمانی، عربی و سایر زبان‌ها ارائه می‌دهد. مرکز کتاب باکو در تاریخ ۱ سپتامبر ۲۰۱۸ به‌طور رسمی برای بازدید کنندگان افتتاح شد که در نزدیکی پارک خاقانی واقع شده است. هدف اصلی این مرکز جلب توجه مردم به کتاب به عنوان حامل ارزشهای فرهنگی، معنوی و دانش مفید است.

## اقتصاد
بزرگ‌ترین شاخص صنعت باکو نفت است و صادرات نفت آن باعث شده است تا سهم بزرگی در تراز پرداخت‌های آذربایجان داشته باشد. وجود نفت در این شهر از قرن هشتم شناخته شده است. در قرن ۱۰، مسافر عربی، مارودی، گزارش داد که روغن سفید و سیاه هر دو به‌طور طبیعی از باکو استخراج می‌شوند. تا قرن ۱۵، روغن برای لامپ‌ها از چاه‌های سطحی به صورت دستی حفر می‌شد. بهره‌برداری تجاری از سال ۱۸۷۲ آغاز شد و با آغاز قرن بیستم میدان‌ها نفتی باکو جزء بزرگ‌ترین‌ها در جهان بودند. در اواخر قرن بیستم، با رو به اتمام بودن بخش اعظم نفت خام ساحلی، حفاری‌ها به دریا گسترش یافت. در اواخر قرن نوزدهم، تعداد کارگران و متخصصان ماهر رو به افزایش بوده و تا سال ۱۹۰۰ این شهر دارای بیش از ۳۰۰۰ چاه نفت بود که از این تعداد ۲۰۰۰ چاه در سطح صنعتی نفت تولید می‌کردند. باکو قبل از جنگ جهانی دوم به عنوان یکی از بزرگ‌ترین مراکز تولید تجهیزات صنعت نفت قرار گرفت. جنگ جهانی دوم و نبرد استالینگراد برای تعیین اینکه چه کسی کنترل میدان‌ها نفتی باکو را در اختیار دارد، جنگی درگرفت. پنجاه سال قبل از این نبرد، باکو نیمی از نفت جهان را تولید کرد.
در حال حاضر اقتصاد نفتی باکو در حال احیای مجدد است که با توسعه میدان عظیم آذری-چیراگ-گونشلی (مناطق کم عمق گوناشلی توسط SOCAR، مناطق عمیق‌تر توسط کنسرسیوم به رهبری BP)، توسعه میدان گازی شاه دنیز، گسترش ترمینال Sangachal و ساخت خط لوله BTC همراه بوده است.
بورس اوراق بهادار باکو بزرگ‌ترین بورس اوراق بهادار جمهوری آذربایجان و با سرمایه در بازار بزرگ‌ترین منطقه قفقاز است. تعداد نسبتاً زیادی از شرکتهای فراملی در باکو مستقر هستند. یکی از موسسات برجسته مستقر در باکو، بانک بین‌المللی آذربایجان است که بیش از ۱۰۰۰ نفر در آن کار می‌کنند. بانکهای بین‌المللی با شعب در باکو شامل HSBC , Société Générale و Credit Suisse هستند.

### گردشگری و خرید در باکو
باکو یکی از مهم‌ترین مقاصد گردشگری قفقاز است که هتل‌های این شهر در سال ۲۰۰۹ ۷ میلیون یورو درآمد داشته‌اند. بسیاری از هتل‌های زنجیره ای قابل توجه در جهان، در این شهر حضور دارند. باکو دارای مناطق دیدنی و تفریحی گردشگری بسیاری است، از جمله آن می‌توان به میدان چشمه‌ها، ساحل یک و هزار شب، ساحل شیخوف و سنگ‌های نفتی اشاره کرد. در تاریخ ۲ سپتامبر ۲۰۱۰، با افتتاح میدان پرچم ملی، مطابق کتاب رکوردهای گینس، باکو به دارنده بلندترین پرچم جهان تبدیل شد. با این حال در ۲۴ مه ۲۰۱۱ باکو این رکورد را تنها با ۳ متر (۹٫۸ پا) به شهر دوشنبه در تاجیکستان از دست داد. از اکتبر سال ۲۰۱۷، پرچم برداشته شد و میدان پرچم ملی با نرده‌ها بسته شده است.
باکو چندین مرکز خرید دارد. معروف‌ترین مراکز این شهر پورت باکو، پارک بولوار، بازار گنجلیک، پارک مترو، ۲۸ مال، شهر ایگون و AF مال است. مناطق خرده فروشی شامل فروشگاه‌هایی از نوع زنجیره ای تا بوتیک‌های سطح بالا موجود است.

## دانشگاه‌ها
- دانشگاه دولتی باکو
- دانشگاه دولتی اقتصاد آذربایجان
- آکادمی دولتی نفت آذربایجان
- دانشگاه دولتی فرهنگ و هنر آذربایجان
- دانشگاه علوم پزشکی آذربایجان
- دانشگاه زبان آذربایجان
- آکادمی مدیریت عمومی
- آکادمی دیپلماتیک آذربایجان
- دانشگاه خزر باکو

## قطار شهری
قطار شهری باکو در سال ۱۹۶۷ تأسیس شده و هم‌اکنون دارای ۴ خط و ۲۷ ایستگاه می‌باشد.

## نگارخانه

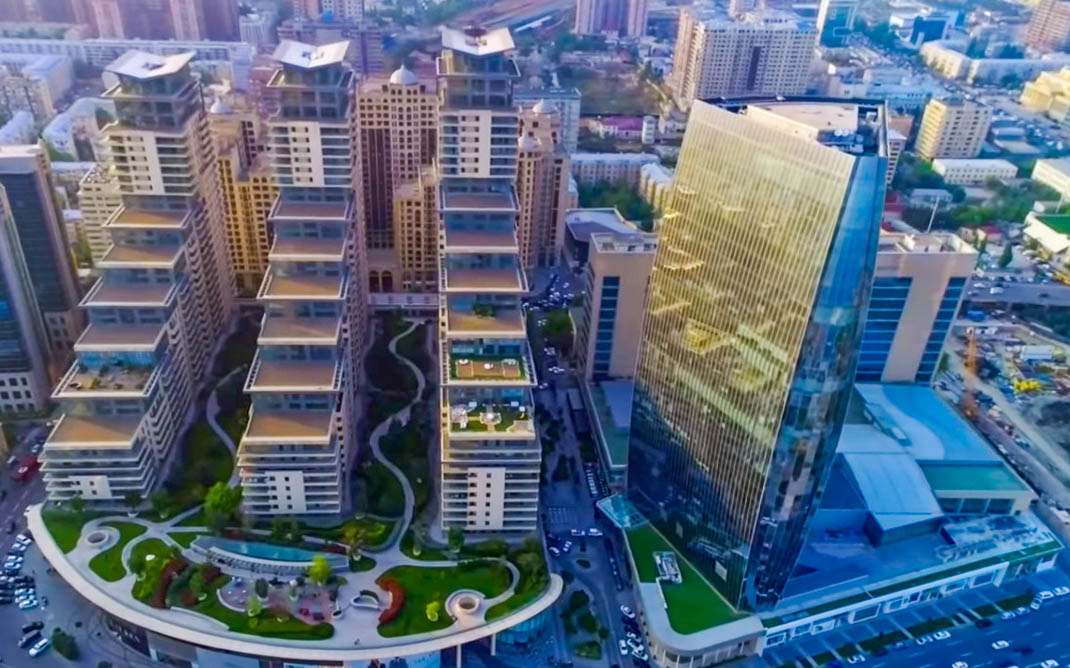
برج‌های پرت‌باکو و باکو رسیدنس در خیابان «نفتچیلَر»
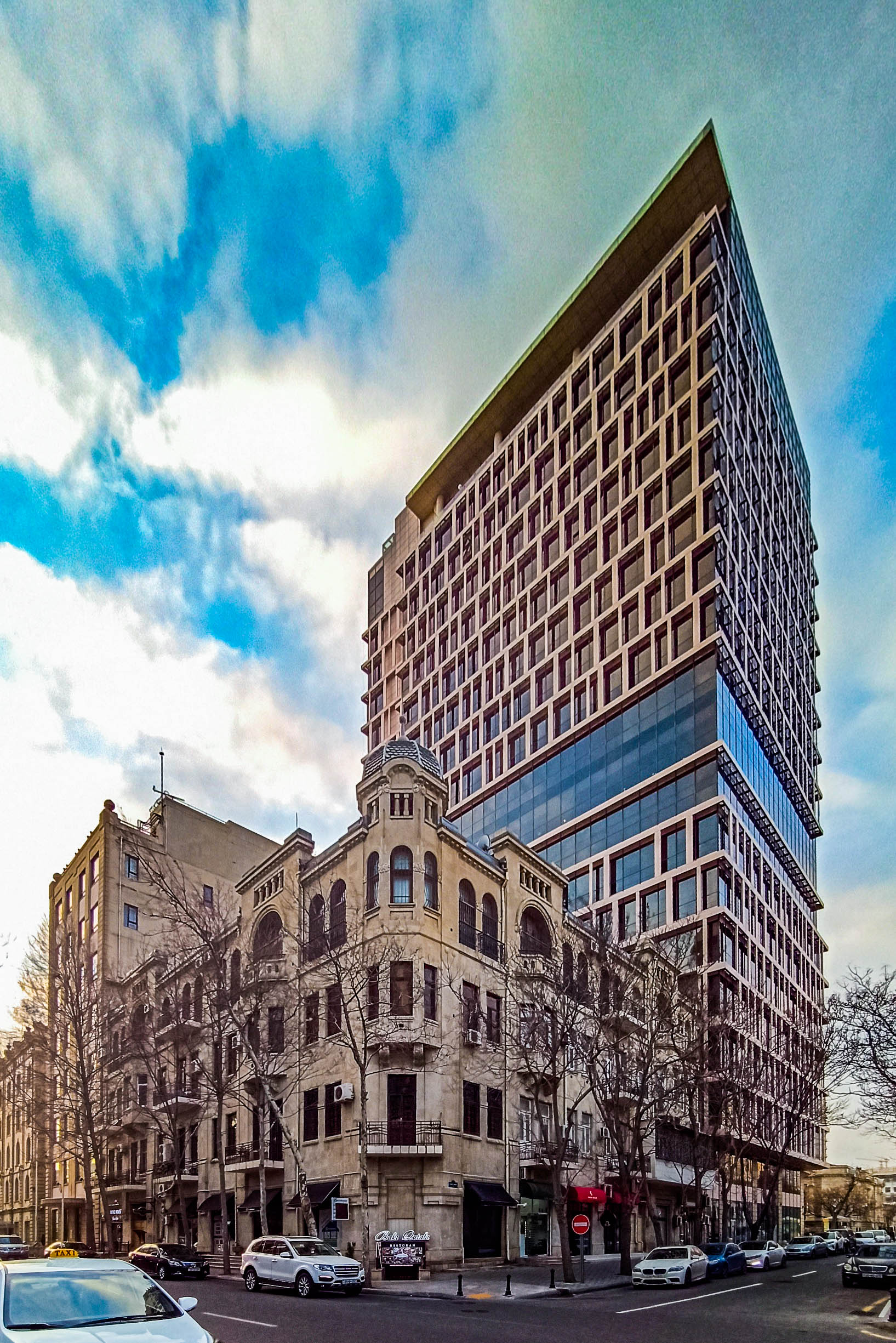
برج لند مارک و خانه ای تاریخ
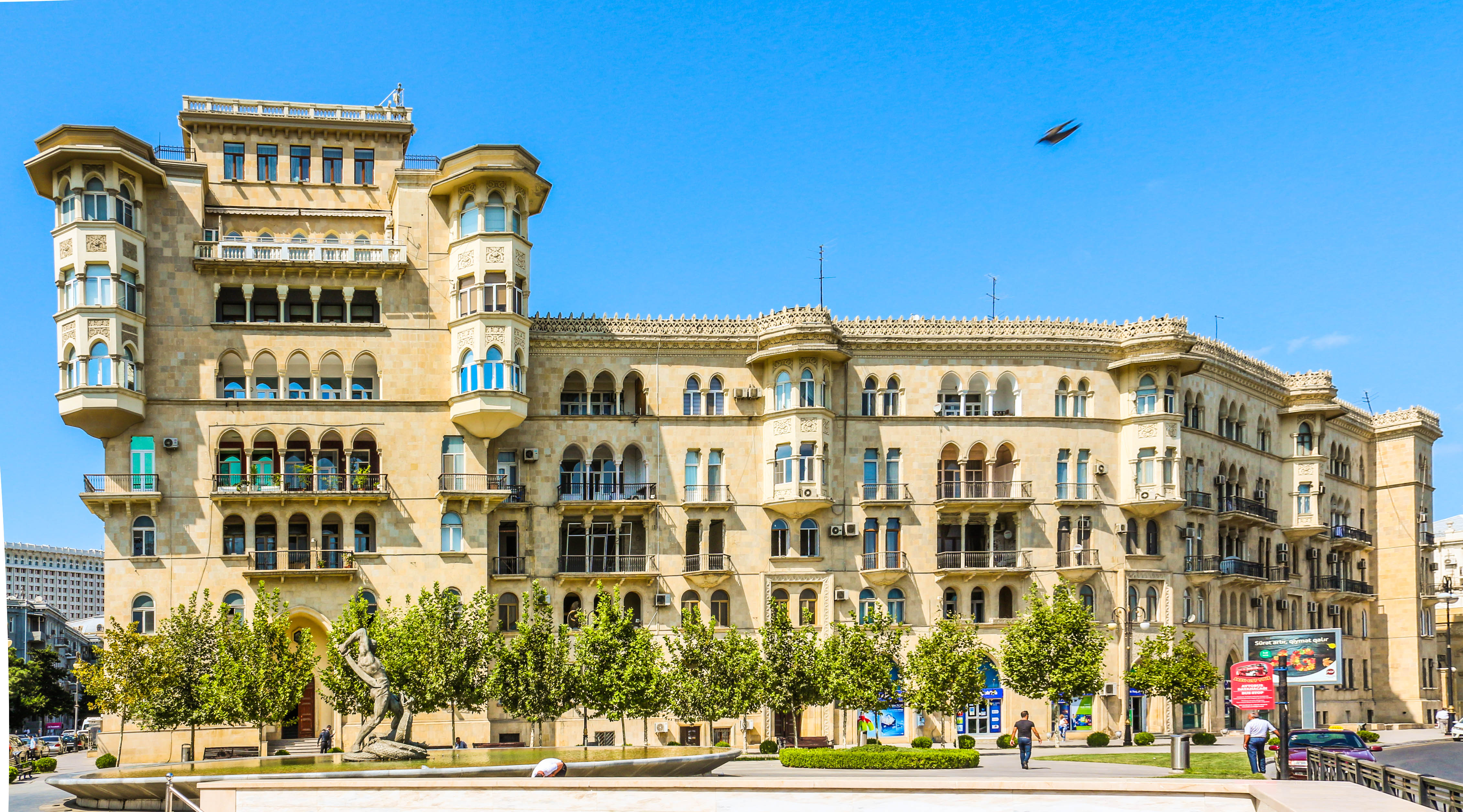
خانه تاریخی دانشمندان باکو
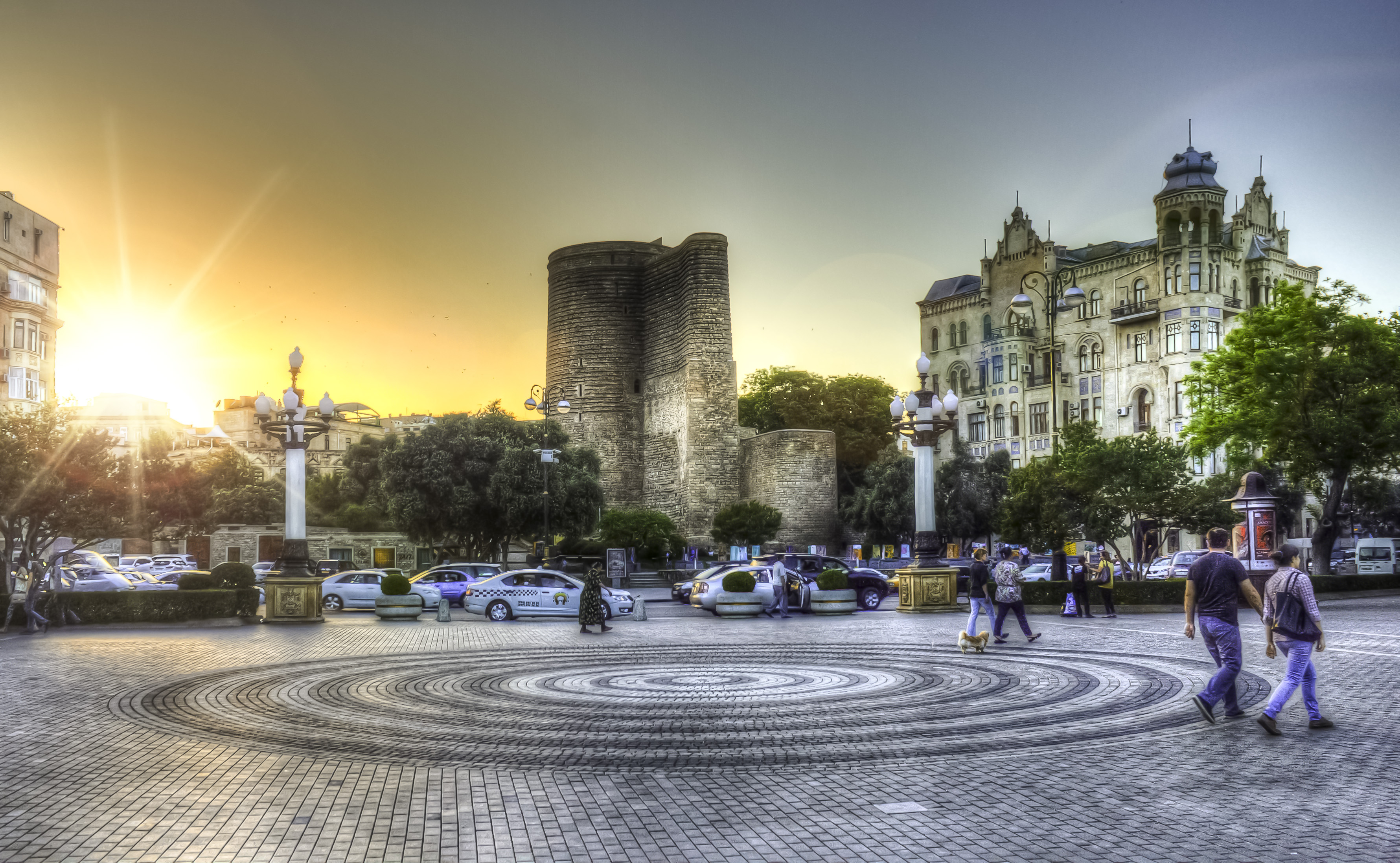
نمای بیرونی قیز قلعه‌سی در هنگام غروب آفتاب
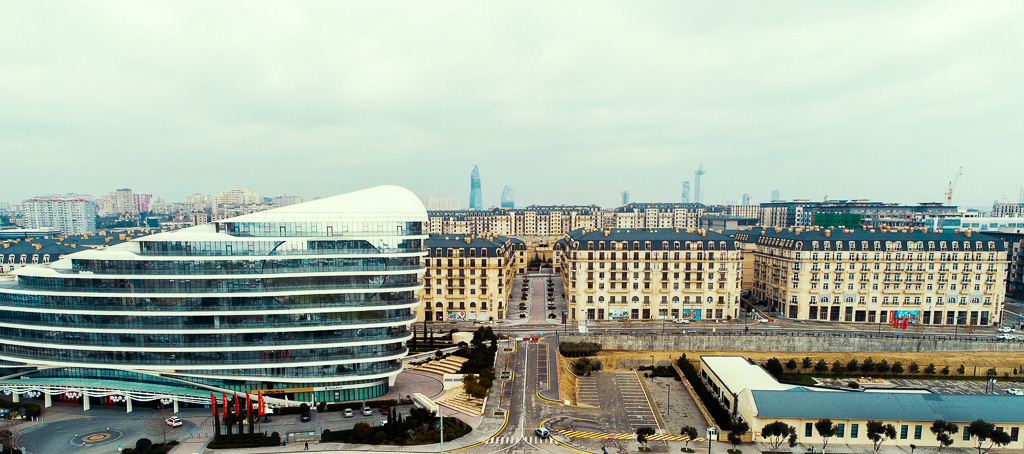
شهر سفید باکو
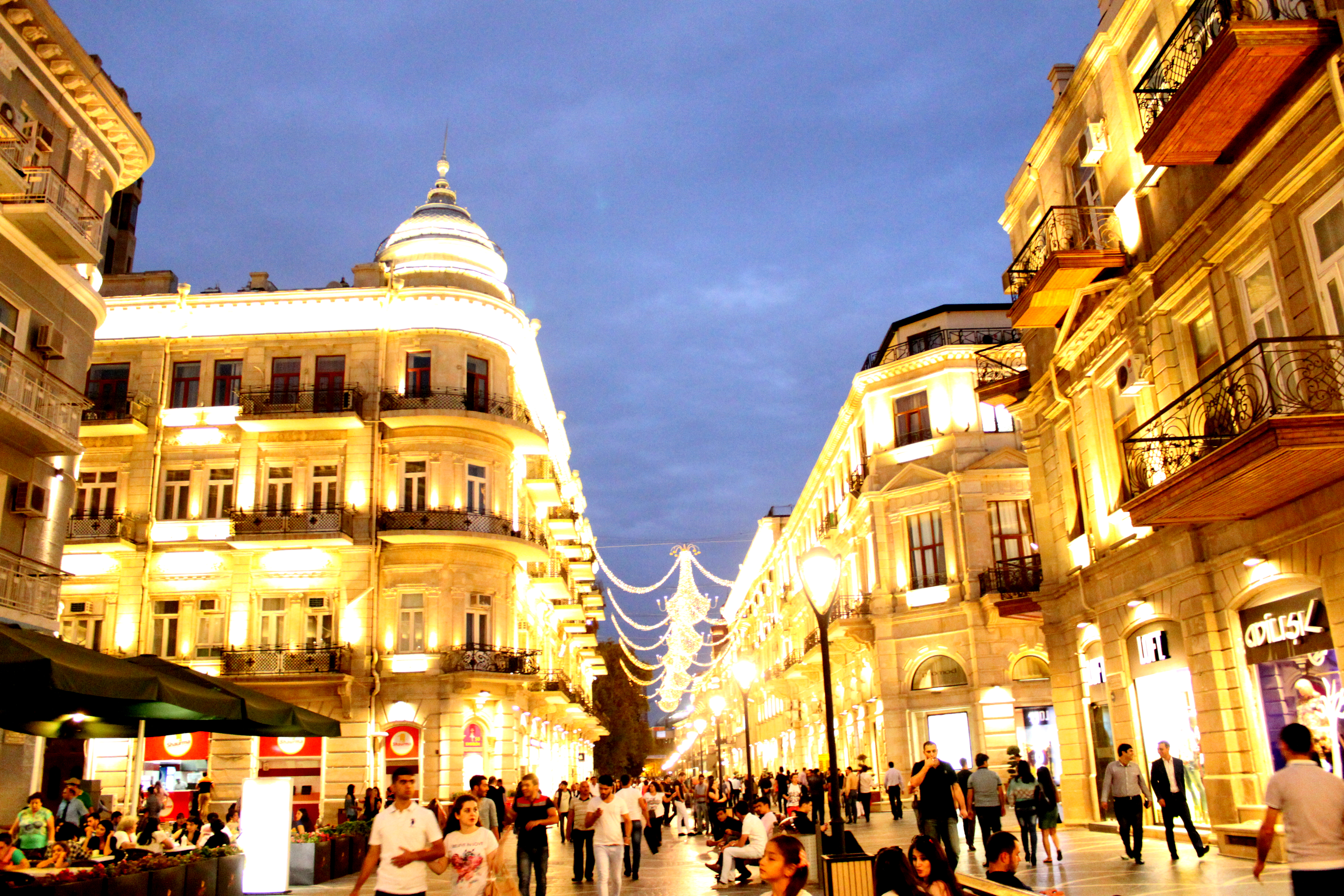
نورپردازی ساختمان‌های تاریخی در خیابان نظامی باکو
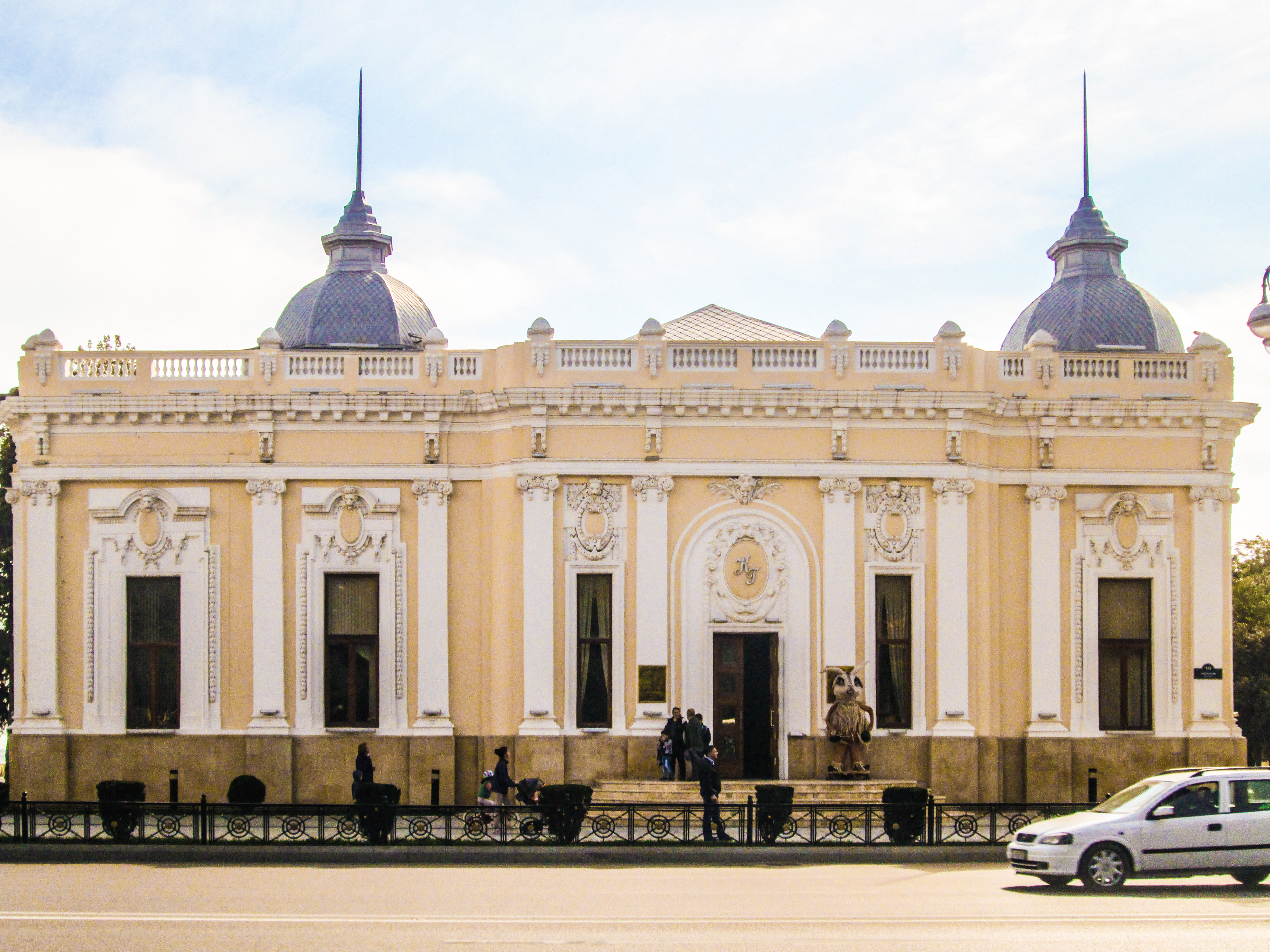
تئاتر کودک باکو
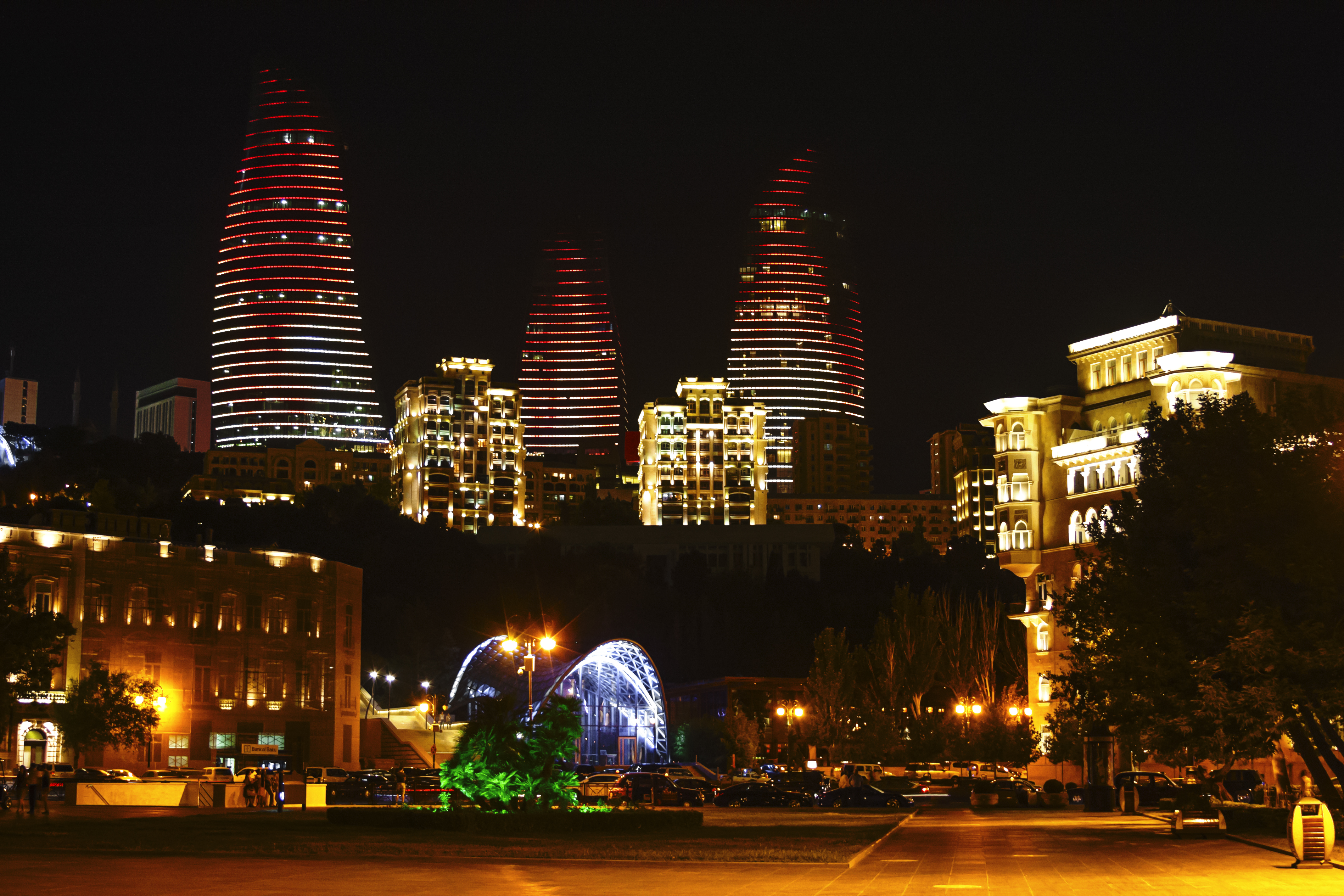
برج‌های شعله در شب
نمایی از میدان مرکزی ایچری شهر باکو
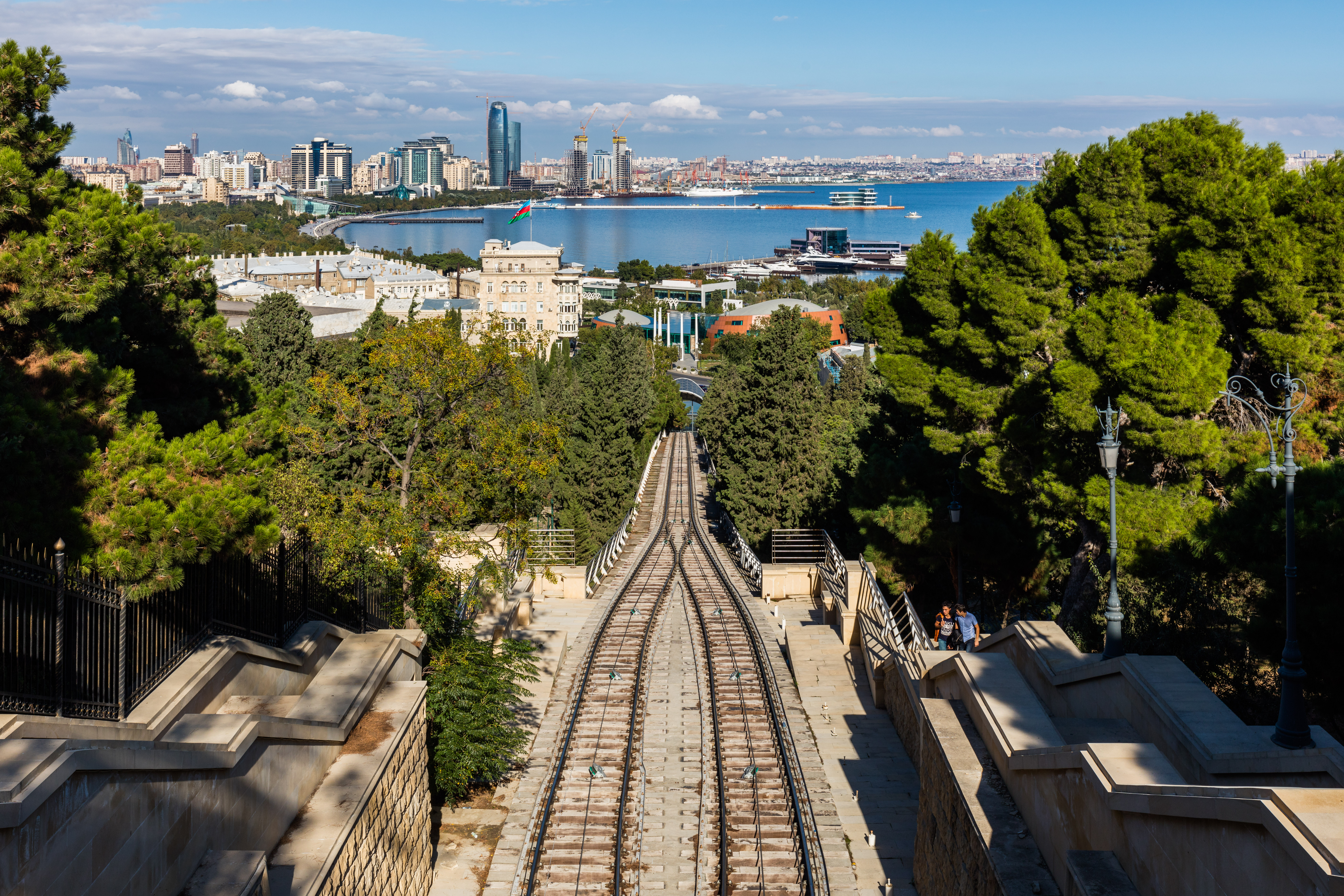